# Museo de Antropologia de Xalapa
Museo de Antropologia de Xalapa er et antropologisk museum der har hjemme i den mexicansk by Xalapa. Museet har Mexicos næststørste samling af effekter fra præcolumbiansk kultur kun overgået af Museo Nacional de Antropología i Mexico City. Museo de Antropologia de Xalapa er inddelt i fire afsnit, et afsnit viet til olmekerne, et afsnit viet til huastekerne, et afsnit viet til totonakerne og et afsnit der er viet til midlertidige udstillinger.